# Sewadjkare Hori
Sewadjkare Hori (còn được biết đến là Hori II) là một pharaon thuộc giai đoạn cuối Vương triều thứ Mười Ba của Ai Cập, có thể là vị vua thứ 36 của vương triều này. Ông đã cai trị toàn bộ khu vực Trung và Thượng Ai Cập trong 5 năm vào giai đoạn đầu hoặc giữa thế kỷ thứ XVII TCN, từ năm 1669 cho tới năm 1664 TCN hoặc là từ năm 1648 cho tới năm 1643 TCN.

## Chứng thực
Sewadjkare Hori chỉ được biết đến chắc chắn nhờ vào cuộn giấy cói Turin ở hàng thứ 8, cột thứ 7 (Gardiner, von Beckerath: hàng thứ 7, cột thứ 7). Cuộn giấy cói Turin ghi lại tên prenomen Sewadjkare và tên nomen Hori cho vị vua này. Jürgen von Beckerath quy cho ông một mảnh đá vỡ từ El-Tod mà có khắc tên prenomen "Sewadj[...]re". Tuy nhiên, bởi vì có hai vị vua khác nữa thuộc thời kỳ Chuyển tiếp thứ Hai có cùng tên prenomen như vậy, cho nên sự đồng nhất này vẫn chỉ là phỏng đoán.

## Danh tính
Có hai vị pharaon khác cùng mang tên Sewadjkare đã trị vì trong thời kỳ Chuyển tiếp thứ Hai, Sewadjkare cai trị vào đầu vương triều thứ 13 và một Sewadjkare khác cai trị trong giai đoạn giữa vương triều thứ 14. Cả hai vị pharaon này đều có triều đại ngắn hơn so với của Sewadjkare Hori.